# Svenska mästerskapet i handboll för herrar 1936/1937
Svenska mästerskapet i handboll 1936/1937 vanns av SoIK Hellas. Deltagande lag var DM-vinnarna från respektive distrikt.

## Omgång 1
- Västerås IK–IFK Eskilstuna 18–8
- KFUM Örebro–I 4 Linköping w.o.
- IF Göta–IF Elfsborg 10–15
- Redbergslids IK–IFK Uddevalla 23–11

## Omgång 2
- Gute–Upsala Studenters IF w.o.
- Gefle IF–SoIK Hellas 9–13
- Västerås IK–KFUM Örebro 26–8
- IF Elfsborg–Redbergslids IK 7–18
- Flottans IF Karlskrona–Malmö BI 12–6
- Halmstads BK–IF Hallby w.o.

## Kvartsfinaler
- Upsala Studenters IF–SoIK Hellas 8–9
- Västerås IK–Redbergslids IK 9–22
- Flottans IF Karlskrona–IF Hallby 26–8

## Semifinaler
- Sollefteå GIF–SoIK Hellas w.o.
- Redbergslids IK–Flottans IF Karlskrona 15–5

## Final
- SoIK Hellas–Redbergslids IK 9–7